# Tenararo
Tenararo est le plus petit des atolls du Groupe Actéon dans l'archipel des Tuamotu, en Polynésie française. Il est rattaché administrativement aux Îles Gambier.

## Géographie
Tenararo est situé à 6 km à l'ouest de Vahanga, l'île la plus proche, à 115 km à l'ouest des îles Gambier et à 1 370 km au sud-est de Tahiti. C'est un atoll circulaire d'une superficie de 2,72 km2 de terres émergées et avec un lagon de 7 km2 dépourvu de passe de communication avec l'océan.
L'atoll est inhabité.

## Histoire

### Découverte par les Européens
La première mention de l'atoll aurait été faite par le navigateur portugais Pedro Fernández de Quirós le 5 février 1605 sans que cela soit parfaitement attesté, qui aurait dénommé l'ensemble des quatre îles Làs Cuatro Coronadas (les « quatre couronnées »). De façon assurée, la première mention non ambigüe de l'atoll date du 19 mars 1791 lorsque le capitaine britannique Edward Edwards associe l'atoll aux « Îles Carysfort » lors de sa poursuite des mutins de la Bounty. En 1833, c'est le navigateur Thomas Ebrill qui l'aborde sur son navire marchand Amphitrite, puis en janvier 1837 c'est au tour du capitaine Edward Russell venu sur son navire militaire HMS Acteon, donnant ainsi le nom au groupe d'îles.

### Période contemporaine
Au XIXe siècle, Tenararo devient un territoire français peuplé alors d'environ 20 habitants autochtones vers 1850.
En 1983, l'atoll est fortement touché par un important cyclone.

## Faune et flore
L'atoll – qui est avec Morane l'un des deux seuls atolls des Tuamotu préservés de l'introduction de mammifères prédateurs (rats et chats) – accueille une population endémique de Chevaliers des Tuamotu.